# Acrasidae
Az Acrasidae (ICZN) vagy Acrasiomycota (ICN) a nyálkagombák a Discoba Percolozoa csoportjába tartozó családja. Az acrasio- előtag a görög ακρασια (saját értékrenddel szemben cselekvő) szóból származik. Tagjai sejtes nyálkagombák.
Az Acrasiomycota és Acrasiomycetes szavakat akkor használták, amikor gombaként sorolták be. Egyes régebbi besorolásokban a Dictyostelium az Acrasiomycetesbe került – sejtes nyálkagombák olyan csoportjába, melyre az egyes amőbák többsejtű termőtestté egyesülése volt jellemző, ami az Acrasidae és a Dictyostelidae rokonításában fontos volt.
Sejtjei önállóak maradnak akkor is, ha szaporodáshoz tönköt és termőtestet alkot. Eredetileg úgy gondolták, hogy a nyálkagombák a monofiletikus Mycetozoa tagjai, és az Acrasidae és a Dictyostelida kevéssé tér el, de kiderült, hogy ezek különböző csoportok, végül hogy messze vannak a törzsfán. Ehelyett a Heteroloboseában található a Naegleriával együtt a többi mixamőbától külön.

## Ökológia
Az Acrasis szárazföldi helyeken él elhalt vagy bomló növényi szöveten. Gyakran étrendjük nagyját adó élesztővel tenyésztik, de mozgó egysejtűként egymást is ehetik. Élő fakérgen is előfordulhatnak.

## Evolúciós történet
Korábban úgy gondolták, hogy az Acrasidae az Amoebozoa csoportba tartozó Dictyostelida testvére, mivel mindkettő termőtestté egyesül. Azonban amőboid formájukban kiderült, hogy jelentősen eltérnek, és molekuláris filogenetikai tanulmányok alapján a Heteroloboseába helyezték a Naegleria fowlerihez hasonlóan. Fontos morfológiai különbségük, hogy a termőtest tönkjei az Acrasidaeben törzsszerűek, és nincs cellulózhüvelyük.
A Heterolobosea az Excavatába tartozó Discoba tagja. A Discoba ismert csoportjai közt az Acrasidae mitokondriális genomja a legegyszerűbb, mely alapján további transzportaktivitás feltételezhető az elvesztett gének alapján. A gyakran mitokondriumban található tRNS-génekből kevés van az Acrasidaeben, és transzport szükséges a további mitokondriális gének transzlációjához. E génhiány oka a mitokondriumokból a magba történő géntranszfer. E jelenség viszonylag későn történt az Acrasisban – szekvencia-összehasonlítás alapján a Naegleriától való különválás után történt meg. Ez a többi eukariótafajba, beleértve a Naegleriát, ritka, mivel a mitokondriumtól a magba való legtöbb transzfer a mitokondrium az eukarióták közös ősével való korai endoszimbiózisa alatt történt.
C→U RNS-szerkesztést figyeltek meg az mtDNS-ükben ősi horizontális géntranszferrévén.

## Szaporodás
Erőforrásai, például víz vagy étel korlátozott mennyisége esetén az amőba feromonokat, például akrazint bocsát ki a sejtek egyesítéséhez nagy (több ezer sejtes) grexként vagy állábbal való mozgásához. A grexben az amőboid sejtek szaporodnak, termőtestszerű spórákat adva, melyek ugyane fajnak egysejtű változataivá fejlődnek.
Szaporodási ciklusa 3 különböző életciklusra bontható az Acrasis morfológiai és sejtbeli változásai szerint.

### Vegetatív/egysejtű állapot
Az Acrasis-spórák felszabadulás után szabadon élő limax amőbákká válnak, ahol egy állábbal mozognak, és akár 32 μm hosszúak is lehetnek. Ekkor kevés táplálék vagy víz esetén sejten kívüli sejtfallal rendelkező mikrocisztává válhat. E mikrociszta visszaalakulhat az amőbaformára. Ha a feltételek megfelelők, egy inger az amőbákat egyesülésre késztetheti.

### Pszeudoplazmódium-állapot
Stimuláció hatására grexszé egyesülnek, mely végül fajtársaival együtt ki kezd emelkedni. Minden sejt önálló marad, bennük csak csekély változások történnek. A vegetatív és a pszeudoplazmódium-állapot közti átalakuláskor fontos változás az emésztő űröcskék számának és méretének csökkenése.

### Differenciált állapot
A kiemelkedésben egy amőba tönksejtté válik, ennek tetejére kerül a többi sejt, szorogént létrehozva. A tönk ismétlődő differenciáció során bazális sejtekké alakul, egyes sejtek disztális spórasejteket és spóratartót alkotnak, ahonnan kiszabadulva létrejön a termőtest, mely elágazó képessége révén igen rugalmas. E folyamat során az egysejtű állapottól a termőtestképzésig minden sejt önálló marad. A termőtestképzés után spórák szabadulnak fel, és a ciklus újraindul.
Az Acrasidae a Heterolobosea egyetlen többsejtű életszakasszal rendelkező tagja. E többsejtűség poliklonális, ahol nem egy megtermékenyített petesejt mitózisából jön létre a többsejtű egyed, hanem fizikailag eltérő helyen lévő sejtekből való összeállás során.

### Lehetséges rejtett ostoros állapot
Pánek  et al. 2025-ben ostorspecifikus géneket mutattak ki, melyek alapján az Acrasidae rejtett ostoros életszakasszal rendelkezhet.

## Fordítás
Ez a szócikk részben vagy egészben  az   Acrasidae című angol Wikipédia-szócikk ezen változatának fordításán alapul.  Az eredeti cikk szerkesztőit annak laptörténete sorolja fel. Ez a jelzés csupán a megfogalmazás eredetét és a szerzői jogokat jelzi, nem szolgál a cikkben szereplő információk forrásmegjelöléseként.